# 330634 Boico
330634 Boico este o planetă minoră (asteroid) din centura de asteroizi. A fost descoperită pe 11 martie 2008 la Observatorul La Silla de EURONEAR. 
Obiectul prezintă o orbită caracterizată de o semiaxă mare de 2,4223885245673 UAi, o excentricitate de 0,07, o înclinație de 4,4 ° în raport cu ecliptica.